# Toyota Carina
Toyota Carina – samochód osobowy marki Toyota, którego nazwa wywodzi się od gwiazdozbioru Carina (Kil). Model z początku zwykle sprzedawany jako czterodrzwiowa wersja Celica. Z biegiem czasu stał się bliźniaczym modelem Toyoty Corony, z bardziej sportowym nadwoziem i wnętrzem. Skierowany bardziej do młodszych odbiorców i uzupełniający niszę pomiędzy Corollą a Coroną. Następcą Cariny była Toyota Allion na rynku japońskim w 2001 roku, na rynku europejskim była to Toyota Avensis w 1997 roku. W ofercie były różne samochody, w tym w większości siostrzane modele Corony.
Model produkowany był w latach 1970-2001 (w Europie do 1997 roku). 
Na rynku europejskim jednak generacje tego modelu były rozróżniane jako I (seria A1, A4, A6), II (seria T15, T17), E (seria T19).

## Toyota Carina (1970-1984), seria A1, A4, A6
Pierwsza generacja Toyoty Cariny produkowana była od roku 1970. Występowała w różnych wersjach nadwoziowych, od 3-drzwiowego hatchbacka po 4-drzwiowego sedana i 5-drzwiowe kombi. Generacja ta była eksportowana do Europy oraz USA.

### Generacja z podziałem na serie
Toyota Carina seria A1 zadebiutowała w 1970 roku, w Europie rok później, czyli w 1971 roku. Auto w wyposażeniu standardowym otrzymało siedzenia z zagłówkami, radio, układ hamulcowy, w którego skład wchodziło serwo, światła cofania. Wyposażenie takie w samochodach konkurencji w tamtych latach nie było dostępne w wyposażeniu standardowym, lecz tylko jako opcja. Model ten został również zaoferowany w USA, jednak pojemności z jakimi był oferowany rozczarowały rynek amerykański i po niespełna dwóch latach wycofano Carinę z tamtego rynku. Model wyposażony był w silnik OHV o pojemności 1588 cm³ z czterobiegową skrzynią biegów.
Nieznaczna modernizacja została przeprowadzona w 1972 roku, zmieniono tylne lampy, korek wlewu paliwa, przedni grill. Kolejny raz modernizacji poddano model serii A1 w 1974 roku, kiedy to ulepszono układ chłodzenia oraz układ hamulcowy. W 1976 roku następna modernizacja przyniosła zmiany w przedniej części nadwozia auta jak i tylnej części, zmienił się również nieznacznie rozstaw osi.
Toyota Carina seria A4 w Europie pojawiła się pod koniec 1977 roku. Pojazd był wyposażony w ten sam silnik co seria A1, czyli benzynową jednostkę napędową o pojemności 1588 cm³. Pojawił się również model kombi. W 1980 roku pojazd został poddany modernizacji dzięki czemu otrzymał nowy wyraz "twarzy" oraz zmienioną tylną część nadwozia. Zmiany objęły również wnętrze pojazdu. Rok później zaczęto auta wyposażać w 5-biegowe manualne skrzynie biegów w standardzie i automatyczne skrzynie biegów jako opcja.
Toyota Carina seria A6 pojawiła się w 1981 roku. Samochód nadal posiadał napęd na koła tylne jak dwie poprzednie serie, chociaż konkurencja już stosowała napęd na koła przednie. Była to ostatnia seria z napędem na koła tylne. Po raz pierwszy w modelu Carina zaoferowano silnik Diesla o pojemności 1839 cm³ i mocy 64 KM. W październiku 1982 roku zaoferowano silnik Turbo DOHC o pojemności 1800 cm³ i mocy 160 KM. Rok 1983 to rok kolejnej modernizacji modelu, pojazd otrzymał nowy wlot powietrza do chłodnicy, nowe tylne lampy, elektrycznie sterowane lusterka oraz nowy 16-zaworowy silnik DOHC 4 A-GEU o pojemności 1600 cm³. Model ten był produkowany w wersji coupé oraz kombi do roku 1988.

## Toyota Carina II (1984-1988), seria T150

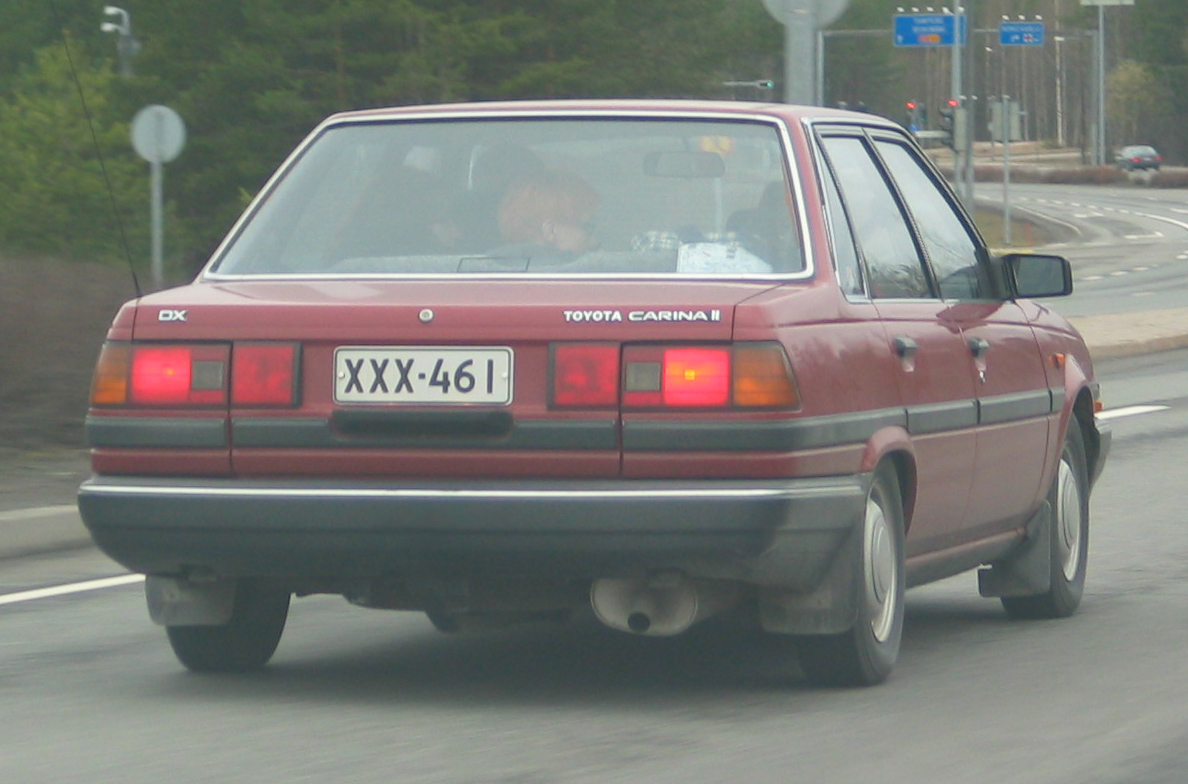

Kolejną generacje Toyoty Cariny rozpoczęto produkować w 1984 roku i nazwano ją Toyota Carina II dla rynku europejskiego. Produkcja trwała do 1988 roku. Był to odpowiednik ósmej generacji Toyoty Corony. Auto produkowane było w trzech wersjach nadwoziowych: 4-drzwiowy sedan, 5-drzwiowy liftback. Model ten był oferowany z szeroką gamą różnych jednostek napędowych, poczynając od silników benzynowych o pojemności 1600 cm³, kończąc na silnikach wysokoprężnych o pojemności 2000 cm³.

### Generacja z podziałem na serie
Toyota Carina seria T15 została przedstawiona w 1984 roku. Dla rynku europejskiego nazwaną ją Carina II. Były to już czterodrzwiowe sedany, siostrzane modele Toyoty Corony. Oraz na bazie sedana wersje liftback i kombi. Z tego względu w Europie została nazwana drugą generacją Toyoty Cariny. Model ten już charakteryzował się silnikiem umieszczonym w przedniej części nadwozia oraz przednim napędem. Była to pierwsza generacja Cariny w której silnik napędzał koła przednie. Poprzedni model serii A6, coupe i kombi sprzedawały się jeszcze bardzo dobrze pomimo już nowej serii T15 będącej w sprzedaży, Toyota zaczęła powoli etapami wprowadzać kombi na bazie modelu T15 oraz 5-drzwiowego liftbacka również na bazie nowego modelu. Obie serie A6 i T15 w wersji kombi oraz 5-drzwiowej były produkowane razem do 1988 roku. Oprócz silników 1800 cm³ oraz diesla 2000 cm³, pojawiła się nowa jednostka napędowa 1600 cm³ EFI- 4 A-ELU. W 1985 roku oferowane były również sportowe modele 1600 GT, 1600 GT-R, 2000 GT-R. Model ten w maju 1986 roku został poddany drobnym modyfikacjom. Między innymi zmianą uległ przód auta i tylne lampy. W 1988 roku pojawiła się kolejna seria T17 która zastąpiła serie T15.

## Toyota Carina II (1988-1992), seria T170 (T17)
Toyota Carina seria T17 pojawiła się w 1988 roku..Produkcja trwała do 1992 roku i została zastąpiona nowoczesnym modelem Carina E.

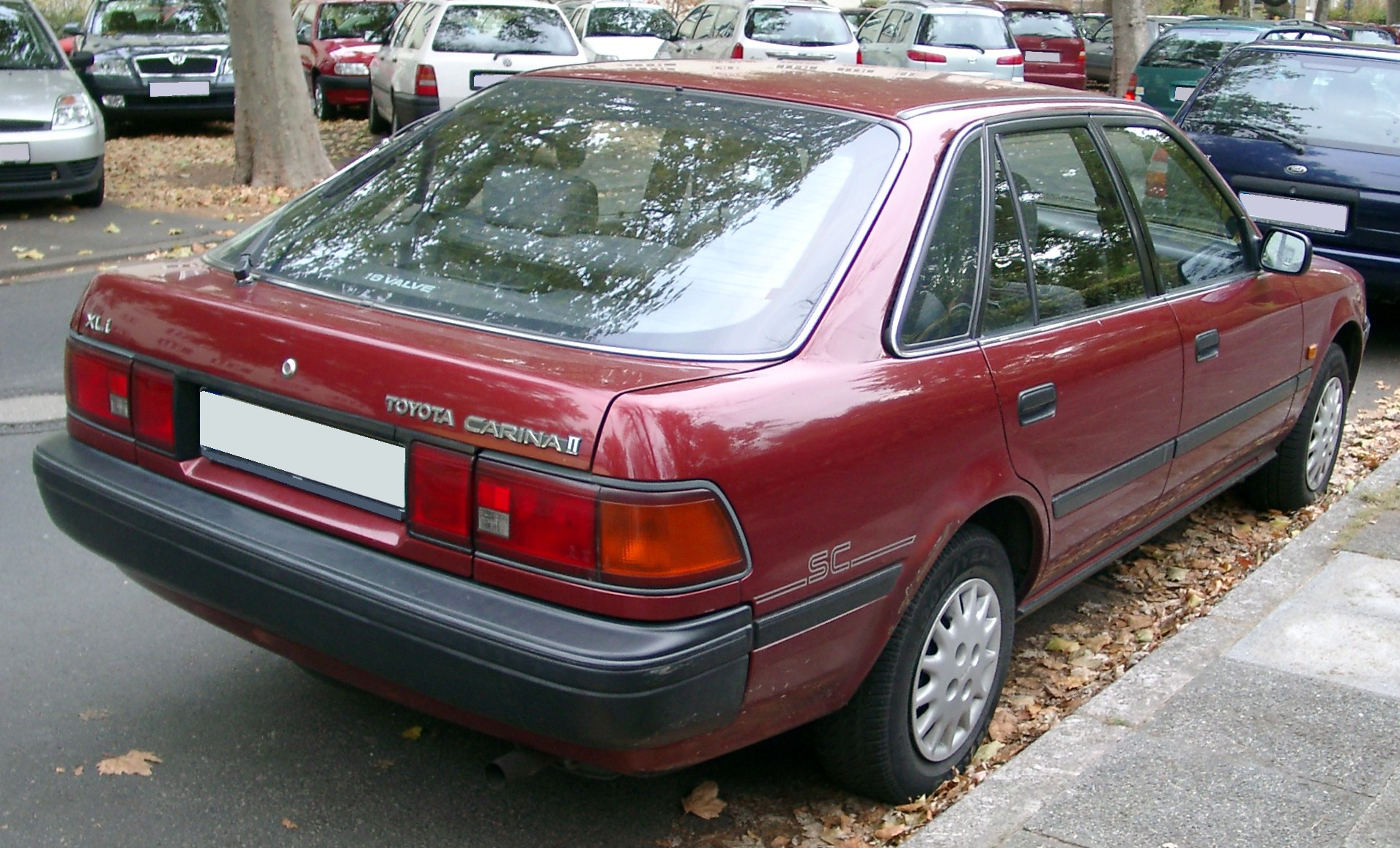
Toyota Carina II T17 – tył

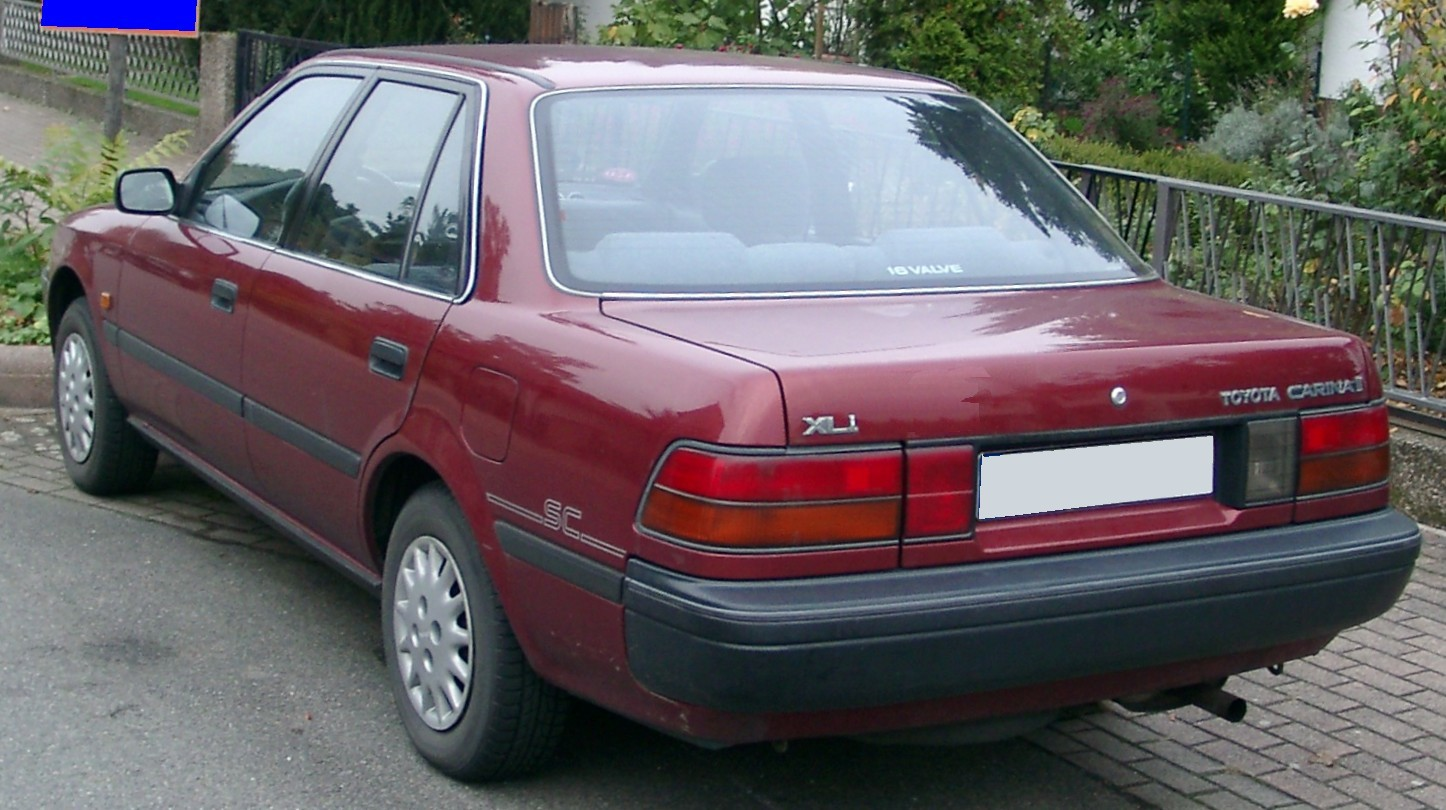
Carina II 1.6 XLi saloon (sedan)

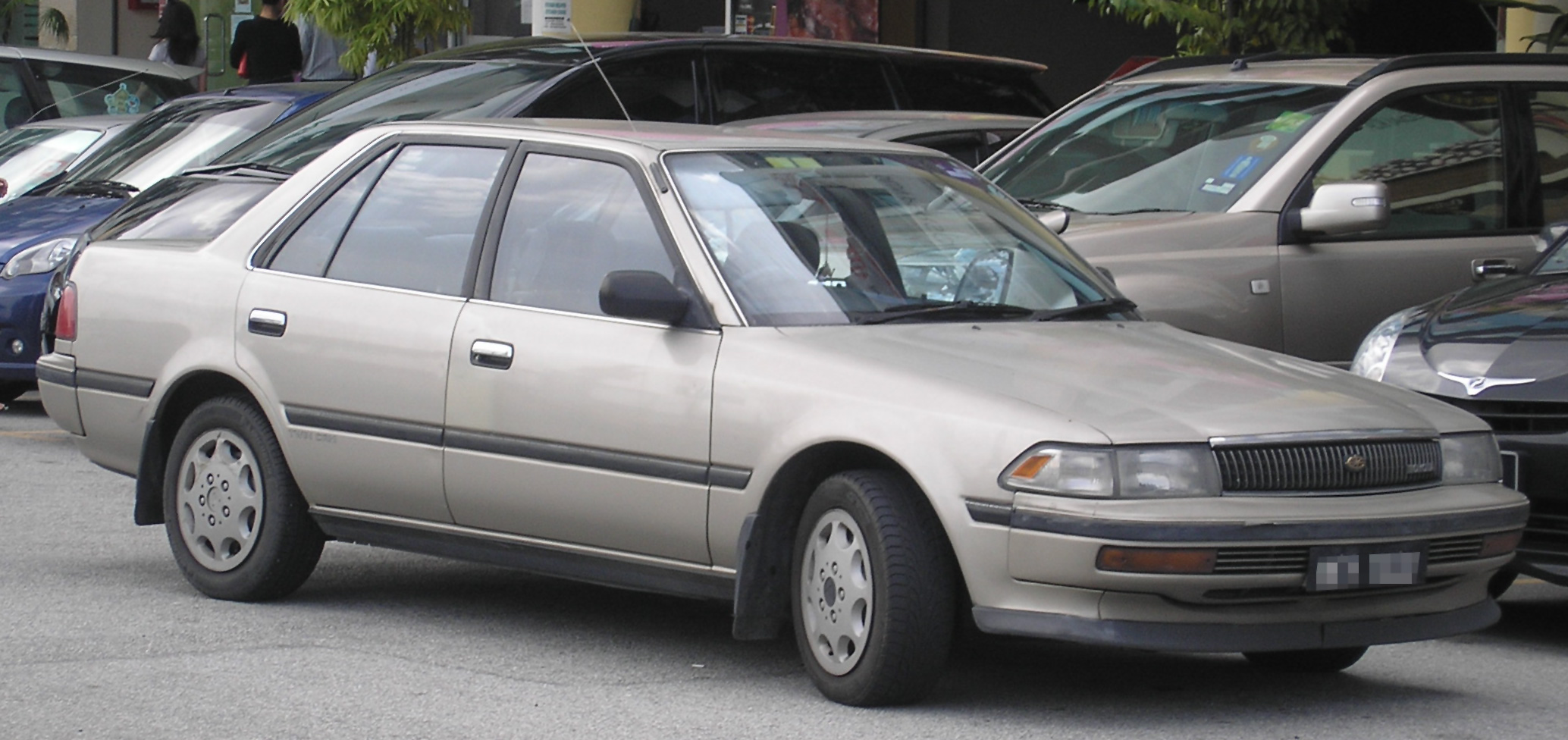
Toyota Corona – przód

### Opis modelu
W 1988 roku przeprowadzono facelifting(seria T17) dzięki czemu auto odmłodniało i nabrało bardziej zaokrąglonej sylwetki. Model ten bardzo wyraźnie zapisał się w historii jako jeden z najbardziej niezawodnych pojazdów. Przodowało w rankingach niezawodności na pierwszych pozycjach. Wiele lat Raport TÜV przyznawał czołowe miejsce Carinie II wśród aut klasy średniej.
Model ten miał bardziej zaokrągloną sylwetkę. Pojawiły się również silniki benzynowe 16-zaworowe. Ciekawym rozwiązaniem było wprowadzenie w tym modelu silników na ubogą mieszankę LearnBurn. Dzięki zmianom nadwozia auto otrzymało nowoczesną sylwetkę. Jednak stylistyka karoserii była typowo japońska i na tle europejskiej konkurencji wyglądała "inaczej". Nadwozie było przemyślane pod względem funkcjonalności dzięki czemu było praktyczne, a pasażerowie w kabinie nie mogli narzekać na brak wygody. Przestrzeń bagażowa w wersji sedan miała pojemność 535 litrów, natomiast w wersji liftback było to 450 litrów, a w kombi 764 litrów. W samochodzie tym zawieszenie skonstruowano w ten sposób, iż dużo lepiej zachowywało się na nierównej drodze niż w ostrych zakrętach. Modelem, który zastąpił tę serię była seria T19, w Europie bardziej znana pod nazwą Carina E.

## Toyota Carina E (1992-1998), seria T19

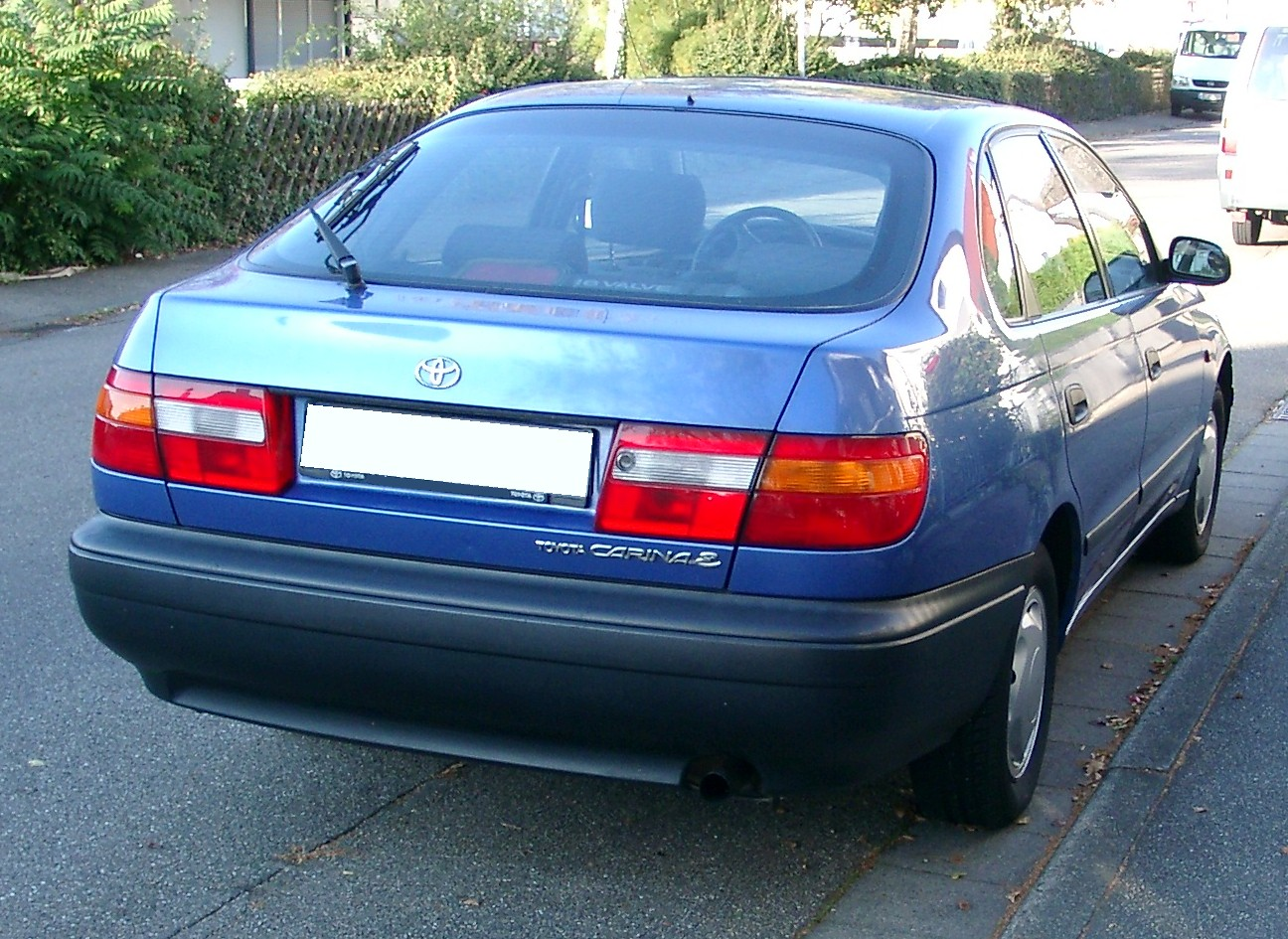
Toyota Carina E liftback po liftingu – tył

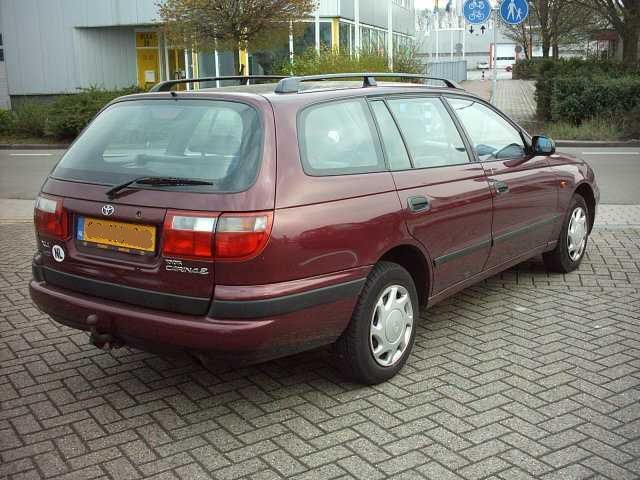
Toyota Carina E Kombi – tył

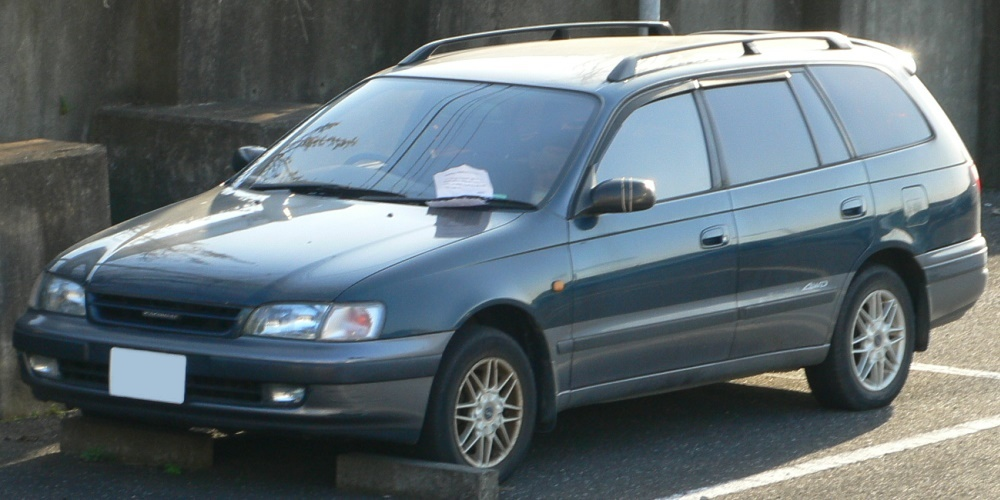
Toyota Caldina Wagon wersja osobowa

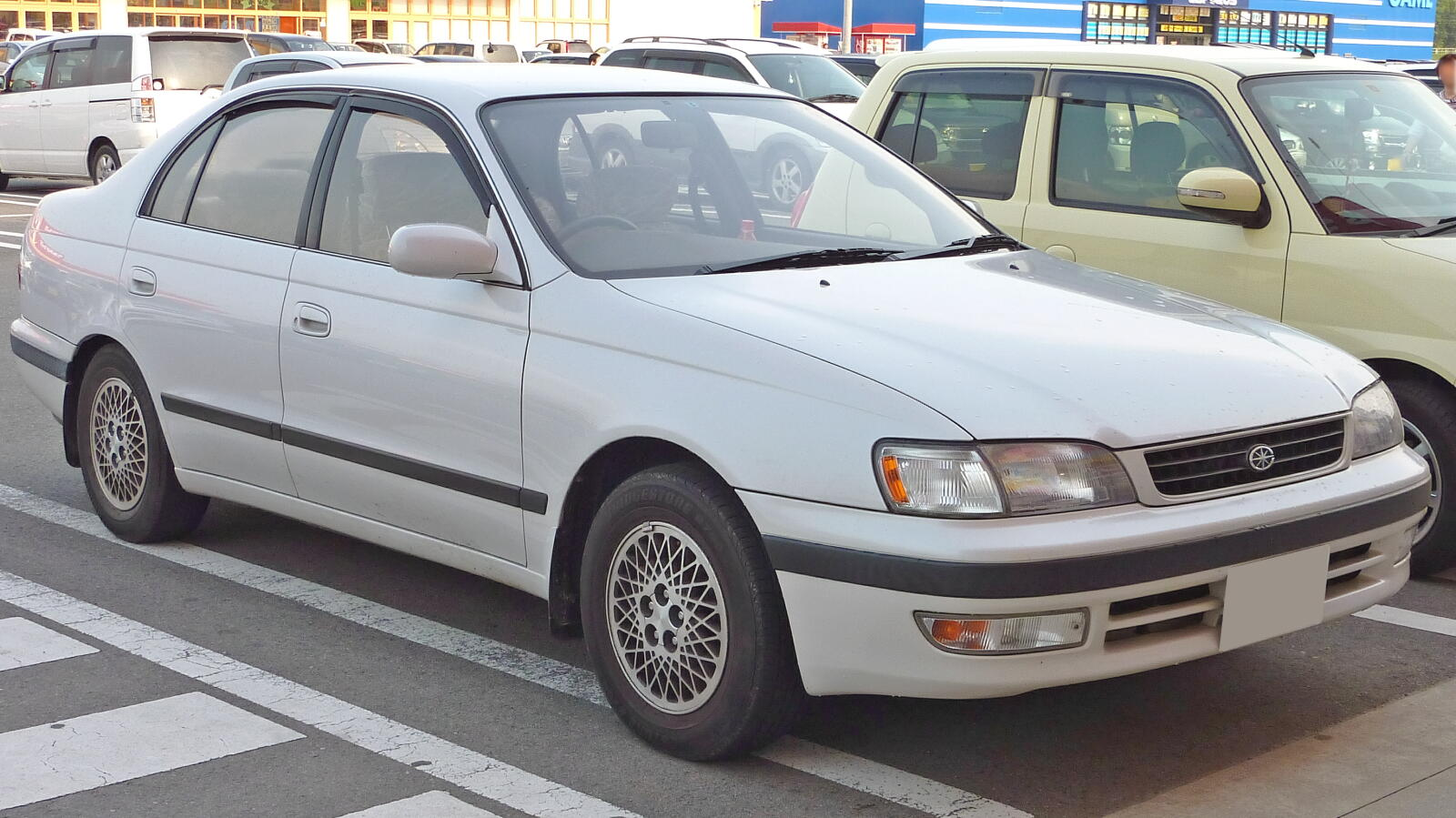
Toyota Corona sedan – przód

Następcę Toyoty Cariny II nie oznaczono już cyfrą III, a literą E co miało podkreślać europejskie pochodzenie modelu. Produkcja rozpoczęła się w 1992 roku i trwała do roku 1997, (w Europie) kiedy to zastąpiono ją nowym modelem Avensis. "Trzecia europejska generacja" potwierdziła to i utrzymała statut jednego z najbardziej niezawodnych samochodów świata do końca swojej produkcji. Nadal w Raporcie TÜV trzyma miejsce w ścisłej czołówce. Gdy w 1992 roku rozpoczęto produkcję Cariny E w Japonii, trwały już przygotowania do rozpoczęcia produkcji tego modelu w brytyjskich zakładach Toyoty mieszczących się w Burnaston oraz Deeside. Auta opuściły tę fabrykę pod koniec 1993 roku.
Wersje nadwoziowe które były oferowane to 4-drzwiowy sedan, 5-drzwiowy liftback oraz produkowane od 1993 roku do zakończenia produkcji w 1998 roku 5-drzwiowe kombi. W 1996 roku dokonano faceliftingu, auto otrzymało między innymi nowy wlot chłodnicy, zmienione tylne lampy (tylko w wersji sedan i liftback), nową tapicerkę drzwiową oraz zmiany w silnikach. Tak przetrwało do 1997 roku kiedy została zakończona produkcja w europejskich zakładach. Pojazd ten jednak nadal był produkowany pod innymi nazwami poza Europą. Nadwozia od początku produkcji w 1992 roku w całości były ocynkowane.
Zaletą auta jest przestrzeń w kabinie wygospodarowana dla pasażerów. Trzem osobom na tylnych siedzeniach powinno się podróżować wygodnie. Na komforcie pasażerów nie ucierpiał nawet bagażnik. Carina oferowała jedną z największych przestrzeni bagażowych w swojej klasie. Wersja sedan miała bagażnik o pojemności 545 litrów, liftback 470 litrów, a kombi 485 litrów.
Dzięki aerodynamicznym kształtom nadwozia auto miało niski współczynnik oporu powietrza Cx=0,30. Po latach w porównaniu do konkurencji aerodynamiczne linie nadwozia robią korzystne wrażenie, a spokojna linia nadwozia sprawia, iż Carina E starzeje się bardzo wolno.
Tak samo jak i poprzednia generacja i ta oferowała szeroki wybór jednostek napędowych. Dostępne jednostki benzynowe to: 1600 cm³ 16V (4A-FE) o mocy 115 KM, 1600 cm³ 16V (4A-FE) o mocy 107 KM na ubogą mieszankę LeanBurn, 1800 cm³ 16V (7A-FE) o mocy 107 KM na ubogą mieszankę LeanBurn, 2000 cm³ 16V (3S-FE) o mocy 133 KM oraz dwie wysokoprężne 2000 cm³ D o mocy 74 KM oraz po zmianach w 1996 roku 2000cm³ TD o mocy 84 KM. W 1996 roku wprowadzono kilka zmian w jednostkach napędowych benzynowych jak i wysokoprężnych. W silniku 1600 cm³ 16V (4A-FE) zmniejszono pod naciskiem ekologicznym moc do 99 KM. Występowały również jednostki napędowe benzynowe 2000 cm³ oznaczone jako GTi (3S-GE) o mocy 156 KM produkowane do 1996 roku oraz później zwiększonej mocy do 175 KM. Najciekawszą ofertą są silniki na ubogą mieszankę nazwane "LeanBurn" która dzięki większemu stosunkowi powietrza do paliwa (20:1) w wersji z silnikiem 1600 cm³, spalanie może spaść nawet poniżej 5,0 l/100km w trasie. Pamiętajmy, że normalny stosunek powietrza wynosi 14:1. Wszystkie oferowane silniki charakteryzują się przyzwoitymi osiągami i długą żywotnością. W wersjach produkowanych poza Europą występowały również inne jednostki napędowe które nigdy nie były oferowane w Carinie E. Silniki z rodziny "-FE" są silnikami bezkolizyjnymi.
Toyota Carina E była odpowiednikiem dziewiątej generacji Toyoty Corony. Była to również siódma generacja modelu Carina produkowanego od 1970 roku, a trzecia generacja modelu dla rynku europejskiego.

### Inne
W Japonii, europejski odpowiednik następcy Avensisa nazywał się nadal Corona i był dziesiątą generacją tego modelu. W roku 2003 zastąpiono w Japonii nazwę Corona nazwą Avensis.
W grudniu 2001 roku zakończono na modelu Carina Premio po 31 latach produkcje modelu Carina zastępując ją nowym modelem Toyoty Allion.

### Toyota Caldina I (1992-1997)
Model Carina E kombi występował w Japonii pod nazwą Toyota Caldina, wersje kombi w większości występowały zubożone o wiele detali. Nie występowało malowanie plastykowych elementów zewnętrznych nadwozia, brak listew drzwiowych, brak lamp przeciwmgłowych w tylnej klapie, brak elektrycznych dodatków wyposażenia wnętrza kabiny, brak obrotomierza oraz brak nawet możliwości otwarcia chociażby klapki wlewu paliwa z kabiny. Otwierana była za pomocą kluczyka w klapce. Była to w głównej mierze wersja towarowa, ale występowały też z lepszym wyposażeniem wersje osobowe z napędem 4WD.
Caldina nigdy nie była oficjalnie wyeksportowana przez Toyotę poza Japonię, jednak występujący napęd 4WD w nich i wielkość nadwozia zrobiły z tego modelu bardzo popularne auto w Azji jak i Ameryce Południowej. Toyoty Caldiny można spotkać na drogach Boliwii jak i we Wschodniej Rosji. Na potrzeby nieoficjalnego importu zostały te auta poprzerabiane na wersje LHD (z kierownicą po lewej stronie).
Występowały z silnikami:
- 1.5 5E-FE I4
- 1.8 4S-FE I4
- 1.8 7A-FE I4
- 2.0 3S-FE I4
- 2.0 3S-GE I4
- 2.0 2C I4 diesel
- 2.0 2C-T I4 turbodiesel
- 2.2 3C-E I4 diesel

## Toyota Corona T19
Model Toyota Corona występował z różnymi dodatkami, które nie występowały nawet za dopłatą w europejskiej Carinie E. Dostępna była klimatyzacja automatyczna, fabryczna nawigacja, składane automatycznie lusterka zewnętrzne, skórzana tapicerka siedzeń, podgrzewanie wszystkich miejsc siedzących w kabinie, czy jak podświetlenie drzwi po otwarciu. Odpowiednik Cariny E był najdłużej produkowany, od 1992 do 1998 roku. Model ten występował z napędem FWD lub 4WD.
Występowały z silnikami o pojemnościach:
- 2.2 l4 5S-FE 175hp
- 2.0 I4 3S-GE(GT-i)175 hp
- 2.0 I4 3S-FE 133 hp
- 1.8 I4 4S-FE 126 hp
- 1.6 I4 4A-FE 115 hp
- 1.6 I4 4A-GE 160 hp 20V (montowany również w Corollach E10)
- 2.0 I4 2C-T Diesel 87 hp
- 2.2 l4 3C-T Diesel 92 hp